# 패션웹진 스냅
《패션웹진 스냅》(Sn@pp)은 대한민국의 패션 전문 웹진이다. YES24 산하 법인인 아이스타일24(istyle24)에서 운영한다. 패션, 뷰티, 연예 정보, 스타 패션, 스트리트 패션, 연애, 핫플레이스에 관한 내용을 다루고 있다. 